# Louis James Alfred Lefébure-Wely
Louis James Alfred Lefébure-Wely, francoski skladatelj in organist, * 13. november 1817, Pariz, † 31. december 1869, Pariz.
Lefébure-Wely je odigral odločilno vlogo pri razvoju koncertnih orgel v Franciji. Bil je prijatelj izdelovalca orgel Aristida Cavaillé-Colla in je krstil mnogo njegovih instrumentov. Sicer je deloval kot organist v treh pariških cerkvah: Saint-Roche (1841-1846), Église de la Madeleine (1846-1858) in Saint-Sulpice (1863-1869). Pokopan je na pokopališču Père Lachaise v Parizu.
Njegov glasbeni opus je obsežen, večinoma pa obsega cerkveno in orgelsko glasbo. Ena njegovih najbolj poznanih orgelskih skladb je Koncertni bolero »Boléro de concert«, g-mol, op. 166, ustvaril pa je tudi vrsto liturgičnih skladb za orgle, ki jih najdemo v zbirki »L’Organiste Moderne« (12 zvezkov, 1867–1869).